# الزيلة (المحويت)

تعديل مصدري - تعديل

الزيلة هي إحدى قرى عزلة المجاديل بمديرية المحويت التابعة لمحافظة المحويت، بلغ تعداد سكانها 26 نسمة حسب تعداد اليمن لعام 2004.